# Black fire
Black Fire — це онлайн-шутер з видом від третьої особи, розроблений компанією Yingpei Games на рушії Unreal Engine 3.5. На території Росії видавцем і локалізатором виступає компанія Belver. Гра розповсюджується за моделлю Free-To-Play (F2P, FTP).

## Історія
25 квітня 2013 був відкритий офіційний сайт гри. 30 травня 2013 стартувало ЗБТ. 20 червня 2013 стартувало ОБТ.

## Сюжет
2034 став поворотним в історії всього людства.
Корпорація Nanosystems вирішила глобальні проблеми молекулярної інженерії. У 2:15 14 серпня 2034 був створений перший молекулярний комп'ютер, процесор якого складався з 32 молекулярних пар. Протягом двох тижнів Nanosystems змогла поставити комп'ютер на молекулярне шасі і привести його в дію. Перші прототипи як енергію використовували електричні імпульси мозку і могли тільки пересуватися по тілу носія, виконуючи невеликий набір команд. Nanosystems отримала мільярдні інвестиції і змогла налагодити масове виробництво. Протягом двох років з моменту створення першого прототипу, корпорації вдалося домогтися реплікації: наномашини почали виробляти самі себе з атомів заліза, що знаходяться в крові носія.
Але мріям людства про позбавлення від СНІДу та лікуванні всіх стадій раку не судилося здійснитися. Перші проекти Nanosystems дозволяли прискорювати ріст, збільшувати силу і витривалість м'язових тканин, міцність шкірного покриву. Невдоволення багатьох інвесторів зростала пропорційно появі нових проектів, які не відповідали їх очікуванням.
Останнім загальновідомим проектом Nanosystems став наноробот «Black Fire», який імплантують в нейронну мережу і замінював сигнали головного мозку носія на сигнали, що приймаються від Nanosystems, що робило можливим повністю контролювати нервову систему.
За твердженнями корпорації, наномашини потрібна для лікування психічних захворювань і упокорення громадян, небезпечних для суспільства.
2036 — Інвестори виявили бажання вийти з проекту і зажадали повного розкриття технологій.
14:45, 25 грудня 2036 — Nanosystems захопила владу на острові Нова Каледонія, де базувалося виробництво і оголосила про створення нової незалежної держави.
17:00, 29 грудня 2036 — Військові кораблі ВМФ НАТО, які прибули до острова Нова Каледонія, перестали виходити на зв'язок.
2037 — З'ясувався результат тривалого впливу нанороботи Black Fire. Після серії невдалих спроб організму повернути контроль над власною нервовою системою, носій припиняв їх і перетворювався на зомбі, повністю керований корпорацією.
12:00, 18 січня 2037 — Nanosystems — оголосила своїми ворогами Америку, Країни Євросоюзу, Росію.
25 лютого 2037 — Касатки, носії Black Fire, досягли узбережжя Сполучених Штатів Америки і напали на серфенгистов біля узбережжя Каліфорнії.
13 березня 2037 — Журавлі, носії Black Fire, досягли кордонів Франції і напали на групу туристів.
1 квітня 2037 — Росія, в центрі Москви було зафіксовано напад собак на перехожих.
20 квітня 2037 — Корпорація Nanosystems перестала відповідати на будь-які контакти ззовні.
Історію всього людства змінила маленька машина, що складається з декількох молекул і атомів заліза.

## Інше
- Огляд гри на сайті MMOabc.ru [Архівовано 10 квітня 2015 у Wayback Machine.]